# Ерыженко, Нина Алексеевна
Нина Алексеевна Ерыженко (20 ноября 1927, Порубино, Гжатский район — 3 января 2008, Новолатовка, Днепропетровская область) — советский передовик производства в сельском хозяйстве. Герой Социалистического Труда (1966).

## Биография
Родилась 20 ноября 1927 года в деревне Порубино Вяземского района Смоленской области в крестьянской семье.
В годы Великой Отечественной войны погиб её отец и Н. А. Ерыженко будучи старшей в семье помогала матери воспитывать семерых братьев и сестёр. С 1943 года работала в колхозе «Путь к коммунизму» Вяземского района Смоленской области.
В связи с тяжёлым положением семья Н. А. Ерыженко переехала в Днепропетровскую область Украинской ССР. В 1944—1950 годах — звеньевая семеноводческого звена совхоза имени Нансена Апостоловского района Днепропетровской области.
20 августа 1949 года Указом Президиума Верховного Совета СССР «за получение в 1948 году урожая пшеницы 31,4 центнера с гектара на площади 20 гектаров» Нина Алексеевна Ерыженко была удостоена звания Героя Социалистического Труда с вручением Ордена Ленина и золотой медали «Серп и Молот».
В 1951 году окончила курсы овощеводов в городе Каменец-Подольский. В 1951—1964 годах — бригадир-овощевод совхоза «Грушевский». В 1964—1968 годах — бригадир овощеводческой бригады совхоза «Латовка» Широковского района Днепропетровской области.
С 1968 года на пенсии, была персональным пенсионером союзного значения, но продолжала трудиться в совхозе «Латовка», заведовала совхозным складом.
С 1984 года окончательно ушла на заслуженный отдых. Жила в посёлке Новолатовка Широковского района Днепропетровской области. Умерла 3 января 2008 года.

## Награды
- Медаль «Серп и Молот» (20.08.1949);
- Орден Ленина (20.08.1949);
- Золотая и серебряная медаль ВДНХ.